# Tanec kostlivců (Saint-Saëns)

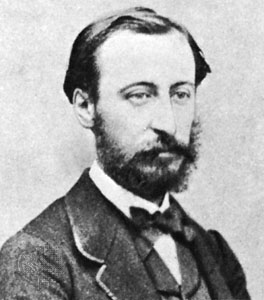
Saint-Saëns v roce 1875

Tanec kostlivců (v originále Danse macabre), Op. 40, je symfonická báseň pro orchestr, zkomponovaná roku 1874 francouzským skladatelem Camille Saint-Saënsem. Je napsaná v tónině g moll. Původně vznikla jako píseň pro sólový hlas a klavír, kterou Saint-Saëns napsal v roce 1872 na text básníka Henriho Cazalise, založený na staré francouzské pověsti. Teprve dva roky po této verzi Saint-Saëns skladbu přepsal pro orchestr, lidský hlas nahradily sólové housle.

## Rozbor
Podle legendy se „Smrt“ zjevuje každoročně o půlnoci v předvečer slavnosti Všech svatých. Smrt vyvolá mrtvé z jejich hrobů, aby pro ni tančili, zatímco hraje na housle (ve skladbě reprezentované tímto sólovým nástrojem). Její kostlivci pro ni tancují dokud za úsvitu nezakokrhá kohout, načež se všichni musejí vrátit do svých hrobů až do příštího roku. Skladba začíná harfou hrající dvanáctkrát jediný tón d, (symbolizující dvanáct úderů do půlnoci) který je doprovázen jemnými akordy smyčců. Vstupují sólové housle hrající tritón, ve středověkém a barokním období známý jako diabolus in musica („ďábel v hudbě“), který se skládá z A a E♭ – v příkladu skordatury je houslová struna E skutečně naladěna na E♭ pro vytvoření disonantního tritónu. Objevuje se první téma hrané sólovou flétnou, následované druhým tématem tvořeným sestupnou stupnicí na sólových houslích, které doprovází jemné akordy smyčců. První a druhé téma nebo jejich fragmenty pak zaznívají v různých sekcích orchestru. Skladba se stává energičtější a v jejím středu, hned za kontrapunktovou částí založenou na druhém tématu, se objevuje přímá citace Dies irae, gregoriánského chorálu melodicky příbuzného druhému tématu, kterou hrají dřevěné nástroje. Dies irae je proveden neobvykle v durové tónině. Po této části se skladba vrací k prvnímu a druhému tématu a vrcholí celým orchestrem hrajícím s velmi silnou dynamikou. Následně dochází k prudkému zlomu v charakteru hudby a následná coda představuje začátek svítání (kokrhání kohouta, hrané hobojem) a kostlivce vracející se do hrobů.
Skladba obzvláště využívá xylofonu k napodobování zvuků chrastících kostí. Saint-Saëns použil podobný motiv pro zkameněliny ve suitě Karneval zvířat.

## Instrumentace
Skladba je napsána pro sólové housle a orchestr skládající se z jedné pikoly, dvou fléten, dvou hobojů, dvou klarinetů v B♭, dvou fagotů; čtyř lesních rohů v G a D, dvou trubek v D, tří pozounů, jedné tuby; sekce bicích, která zahrnuje tympány, xylofon, velký buben, činely a triangl; jedné harfy a smyčců.
Krátce po premiéře skladbu upravil pro klavír Ferenc Liszt (S.555), Saint-Saënsův dobrý přítel. Nejznámější klavírní přepis (pro čtyřruční klavír) vytvořil Ernest Guiraud. Skladba byla později znovu přepsána pro klavír Vladimirem Horowitzem. Edwin Lemare zhotovil přepis díla pro varhany.

## Přijetí
Při svém prvním uvedení se Danse macabre nesetkal s příznivým přijetím. Skladba způsobila všeobecné pohoršení: komentátor Roger Nichols zmiňuje odmítavé reakce na „zdeformovaný Dies irae“, „hrůzný skřípot sólových houslí“, použití xylofonu a „hypnotizujících opakování“, v čemž Nichols slyší předzvěst Ravelova Bolera.